# 保守
保守（ほしゅ）または保守主義（ほしゅしゅぎ、英: conservatism）とは、従来からの伝統・習慣・制度・考え方を維持し、社会的もしくは政治的な改革・革新・革命に反対する思想のこと。

## 用語
近代以降における保守の思想的源流は、アイルランド人のイギリス下院議員でフランス革命を批判したエドマンド・バークに由来するとみなされている。
1819年、フランソワ＝ルネ・ド・シャトーブリアンがフランス革命を受けて王政復古の機関紙を「フランス語: Le Conservateur」（保守派）と名付けたのが、政治的脈絡における保守主義の最初とされる。

## 概要
保守主義は、革命などの急進的な改革に反対し、その社会で伝統的に累積された社会的・政治的・宗教的な秩序などを重視する立場である。その理念的背景には、近代主義的な理性主義（啓蒙主義・理想主義・合理主義など）に対する懐疑があり、人間は不完全な存在であると考え、そのために歴史的な伝統の尊重が必要と考える。
保守主義者が具体的にどのような思想・体制を掲げるかは、その国、時代、立場などにより異なる。ヨーロッパを含めて世界的には当初は王党派だったものの、19世紀以降に社会主義が台頭すると、従来は進歩主義だった自由主義が保守主義と連携する、あるいは「保守主義」と呼ばれるようになった。しかしアメリカ合衆国では当初より、建国時の自由主義（古典的自由主義）が保守主義となった。また社会主義革命後の社会主義国や、イスラム革命後のイスラム共和国などでは、革命後の年数経過に伴い、革命後の既存体制を堅持しようとする側が「保守派」と呼ばれるようになり、「革新派」と対比される。
保守主義の大別した分類には以下があり、それぞれの思想・立場はある面では共通し、別の面では対立もしている。
- 近代主義を批判して伝統的共同体など伝統や文化を重視する伝統保守主義（農本主義など）
- 近代の啓蒙主義より発生した個人主義的自由主義（古典的自由主義、新自由主義など）
- 近代のナショナリズムを背景とした国民国家など、国益や国家（政府）への帰属や奉仕を重視する国家保守主義（社会保守主義など）

保守主義には、復古主義も含まれるものの、漸進的・穏健な改良主義や経験主義も含まれる。フランス革命当時の保守主義は「今あるアンシャン・レジームとレッテル貼りされた諸制度は、遠い過去からの取捨選択に耐えてきたものであり、これを維持存続させることが国民の利益になる」（とする主義）と定義されていた。しかし、「維持せんがために改革する」というディズレーリの言葉や「保守するための改革」というエドマンド・バークの言葉からも明らかなように、保守主義は漸進的な改革を否定しない。保守主義は政治および社会の哲学の一つであり、この哲学は伝統的制度の維持を奨励し、社会の変化については最小で漸進的なものだけを支持する。
保守主義者たちの中には、現在のものを維持しようとし安定性と連続性を強調する者たちがいる一方で、近代主義に反対し過去へもどろうとする者たちもいる。シャルル・ド・モンテスキューはフランス革命以前の人物ではあるが、自身の生きた前近代的なアンシャンレジームを積極に肯定しており、その反民主主義的な主張から保守主義者であると評価されている。だが、前近代的な保守主義者の主張が近代思想に影響を与えている面もあり、モンテスキューは君主政体や貴族制度を擁護する一方で、奴隷制度やカトリック教会の異端審問を否定しておりその著書法の精神は禁書目録にも指定された。また、モンテスキューの思想はザ・フェデラリストなどの近代保守主義に影響を与えている。
保守主義の支持は各産業に従事する者などにもみられる。都市部でも自営業者や一部の法人が支持することがある。その他にも大企業経営者・資本家、中小企業経営者も既得権益を持つものとして保守主義を支持する傾向が見られることがある（国民政党）。現代の代表的な保守政党には、イギリスの保守党、カナダのカナダ保守党、アメリカ合衆国の共和党、ドイツのキリスト教民主同盟、オーストラリアのオーストラリア自由党、インドのインド人民党、日本の自由民主党がある。

## 思想
上記のように、保守主義とは伝統的な慣習・体制などを重視する立場であり、具体的にどのような思想・体制を理想とするかは時代・国・立場などにより異なる。
カール・マンハイムによると、保守主義はそれ自体として存在するものではなく、革命など何かの変革が起こった後で、それに対する反応として形成される。
保守主義者たちは、基本的には人間の思考に期待しすぎず、「人は過ちを犯すし完全ではない」という前提に立つ。そして謙虚な振るまいをする。さらに、彼らは「先祖たちが試行錯誤しながら獲得してきた知恵、すなわち伝統が慣習の中に凝縮されている」と考え、伝統を尊重する。また彼らは、「伝統は祖先からの相続財産であるから、現在生きている国民は相続した伝統を大切に維持し子孫に相続させる義務がある」と考える。その結果、彼らは過去・現在などの歴史的結びつきを重視する。このように保守主義は懐古趣味とは異なる志向の要素も含んでいる。また、彼らは「将来を着実に進むためには、歴史から学ばなければならない」と考える。これは、歴史とは先人たちが試行錯誤してきた失敗の積み重ねの宝庫だからだとされる（経験主義）。西ヨーロッパの貴族出身の保守派は、自らを過去から続く精神の継承者と自負していることが見られ、共産主義などの革命思想に対して、祖先から相続した郷土を踏みにじるものとして反発する。
保守主義者達は理性を懐疑する。彼らがフランス革命で理性主義を掲げたジャコバン派が議会を暴走させ、道徳を退廃させ、そして自由を軽視させる過ちを犯した（恐怖政治）とみなしていることが、そのように懐疑される理由の一つである。フランス革命では国家が宗教や規範の主宰者のように振る舞われ、そのことをイギリス保守主義は嫌った。同様の事態はロシア革命、文化大革命など多くの革命や政変にも見られる。こうして保守主義者たちは伝統保守や漸進的変革をとなえ、左翼革命を否定的に見る（改良主義、反共主義）。
ジョン・グレイは「フランス革命、社会主義革命、毛沢東体制はユートピアを想定し、善悪二元論的な千年王国主義にもとづいている」とし、従来の保守主義はこうしたユートピア思想に批判的であったが（寛容、多元論）、近年の米国新保守主義がユートピアを追求するようになったことを批判した。
イギリスには、エドマンド・バークのような政治思想的な保守主義以外にも、アイザック・ウォルトン、トーマス・カーライルのような生き方を重視する保守主義もある。イギリス保守党の元チェアマンクィンティン・ホッグは「保守主義は態度ないしは定常的な精神の作用以上のものをさす哲学ではなく、自由社会が発展する過程で時代に左右されない働きをするものであり、人間本性それ自体が心の底から恒常的に要請するものである。」という。保守党の理論家ヒュー・セシルによると、コンサーヴァティズムには政治的保守主義・近代保守主義以外に自然的保守性がある。自然的保守性とは、新しいもの・未知なるものへの恐怖と、現状を積極・消極両面で維持することを欲する感情のことである。これは慣れたものに愛着を持つという人間の性質であり、思想的な主義主張ではない。
マイケル・オークショットによれば、保守的であるとは『見知らぬものよりも慣れ親しんだものを好むこと、試みられたことのないものよりも試みられたものを、神秘よりも事実を、可能なものよりも現実のものを、無制限なものよりも限度のあるものを、遠いものよりも近くのものを、あり余るものよりも足りるだけのものを、完璧なものよりも重宝なものを、理想郷における至福よりも現在の笑いを、好むことである。得るところが一層多いかも知れない愛情の誘惑よりも、以前からの関係や信義に基づく関係が好まれる。獲得し拡張することは、保持し育成して楽しみを得ることほど重要ではない。革新性や有望さによる興奮よりも、喪失による悲嘆の方が強烈である。保守的であるとは、自己のめぐりあわせに対して淡々としていること、自己の身に相応しく生きていくことであり、自分自身にも自分の環境にも存在しない一層高度な完璧さを、追求しようとはしないことである。或る人々にとってはこうしたこと自体が選択の結果であるが、また或る人々にとっては、それは好き嫌いの中に多かれ少なかれ現れるその人の性向であって、それ自体が選択されたり特別に培われたりしたものではない。』とする。
サミュエル・P・ハンティントンによると、保守主義には次の三つの定義がある。
1. 革命的定義
歴史の中の特殊な社会運動として定義。この時期の定義は、フランス革命、あるいは18世紀の終わりから19世紀前半のブルジョワジー勃興に対する、封建的勢力・貴族階級・地主階級による反動であるとする。この解釈では保守主義は地位、そして旧体制と結びつき、中間層、労働者、民主主義、そして個人主義などといった思想と対立する。
2. 普遍的定義
その思想の内容、固有の観念・価値などによる定義。保守主義は正義、秩序、均衡、そして穏健などといった普遍的価値の自律的体系であるとする。
3. 状況的定義
いつの時代にも見られる、歴史を越えた存在として定義。保守主義は、どんな社会秩序であろうと、それを正当化しようとするものであるとする。この定義によると、保守主義の本質は現存する制度の価値を情熱的に肯定することにある。ただし、この定義によると、保守主義はあらゆる変化に反対するわけではなく、社会の根本的要素を残すために第二義的変化を黙認することもある。

ハンティントンは、このうち1と2の定義は不適切であると考え、「保守主義の性格は静態的なものであり、同様の社会状況が生じた場合に見られる反復的なものであり、そして進歩的なものではない」としている。
アンソニー・クイントンは、伝統主義、社会主義的一体性を有機的に成長するものとみなす共同体主義、政治的懐疑主義の3つが保守主義の原理とする。
なお、歴史上の多くの思想には、革命的・進歩的な要素と、保守的・復古的な要素が存在している。キリスト教、イスラム教、プロテスタントなどは、従来の伝統的な宗教勢力を否定する一方で、聖書の教えへの復帰を主張した。近代主義（啓蒙主義、自由主義）は、進歩主義を掲げて従来の封建主義社会を解体していったが、古代ギリシアなどを西洋文明の起源と主張した（ルネッサンス）。アナキズムや共産主義などは、社会改良や革命を掲げる一方で、資本主義によって解体された多文化社会や共生社会の復活を主張した。

## イギリス

### エドマンド・バーク
17世紀に、イギリスのエドワード・コークは中世ゲルマン法を継承したコモン・ローの体系を理論化した。18世紀には、エドマンド・バークがコモン・ローの伝統を踏まえて著書『フランス革命についての省察』を公表し、保守思想を大成した。この著書は、フランス革命における恐怖政治に対する批判の書でもある。バークが英国下院で革命の脅威を説いた1790年5月6日が近代保守主義生誕の日とされる。このような経緯からバークは「保守思想の父」と呼ばれている。バークは歴史的に継承され社会の一般的な考えとまでなった意見や信念を ancient opinions（古来の意見）、prejudice（偏見、固定観念）と呼び、イギリスの場合は国教会が第一の prejudice であるとし、イギリスの政治思想とした。また国家は「一時的な便宜の観念に従って取り上げたり抛り出したりできるものではない」とし、国家とは憲法の基礎であり、教会とも不可分とした。バークはルソーの社会契約論やフランス革命のように人為に対して全幅の信頼を寄せることはできず、人為に依拠した正統化理論は採用できないと考えた。
政治と宗教の関係、政教分離問題についての保守主義の見解として、バークの優れた解釈者でもあった保守党の政治家ヒュー・セシルは、新約聖書では「カエサルのものはカエサルに、神のものは神に返しなさい」とあり、これは宗教的事項と世俗的事項の分離であって「国家の権威が及ぶ領域においては、それに服従しなければならない。ただし、その領域は純粋に宗教的な事項に及ぶことはない」とのべた。セシルは、規範は宗教化した政治（国家）によって教化されてはならず、規範は、人間がそれぞれ信仰を通して内面において理解するべきものであると論じ、国教会は国家の一機関ではなく、人々の内面性涵養の場であるとした。

### トーリー主義と保守党
かつてトーリー主義と呼ばれていたイギリスの保守主義は、王政復古時代（1660年–1688年）に生まれた。神授王権によって統治を行う君主をともなう階級社会をイギリス保守主義は支持した。しかし立憲政府を確立した名誉革命（1688年）は、トーリー主義の再公式化をもたらした。再公式化後のトーリー主義においては統治権は国王、上院、下院の三つの身分に与えられたと現在ではみなされている。
保守派の歴史家たちによると、リチャード・フッカーは保守主義の創始者であり、ハリファックス侯爵は彼のプラグマティズムが賞賛されるべきであり、デイヴィッド・ヒュームは政治における合理主義を保守的に信用しなかったことが賞賛されるべきであり、エドマンド・バークは初期の指導的な理論家とみなされる。しかし、フッカーは保守主義が出現する前の人、ハリファックスはどの政党にも属していなかった、ヒュームは政治に関与しなかった、バークはホイッグ党員だった、との反論もある。
19世紀には、保守主義者たちはバークがカトリック解放を擁護したことから彼を拒絶し、代わりにブリングブロークからインスピレーションを受けた。フランス革命に対するトーリー党の反応について書いたジョン・リーヴズは顧みられなかった。保守主義者たちはバークがアメリカ独立革命を支持したことに反対しもした。例えば、トーリー党員のサミュエル・ジョンソンは著書『暴政なき課税』の中でそれを非難した。
保守主義はイングランドの王政復古の過程で王政主義から発展した。王政主義者たちは絶対君主制を支持し、国王は神授王権によって統治しているのだと論じた。主権は人びと、議会の権威、信教の自由に由来するという考えに彼らは反対した。ロバート・フィルマーがイングランド内戦以前に著した『パトリアーチャないしは国王の自然権』は彼らの見解を述べたものとして受け入れられるようになった。1688年の名誉革命を受けて、トーリー党員たちとして知られていた保守主義者たちは国王、上院、下院の三身分が主権を共有するということを受け入れた。しかし、トーリー主義はホイッグ党が優勢だった長い期間の間にホイッグ主義のために追いやられた。1830年代に保守党と改名したこの政党は、不安に思いながらも協力し合った家父長的な貴族たちと自由市場における資本家たち両方の本拠地となったのちに、主要な政治勢力として復帰した。
1979年から1990年までのマーガレット・サッチャー政権は新保守主義と新自由主義を実行し、ニューライトともよばれた。
21世紀に入ると、保守党の指導者たちは公にトーリー・デモクラシー（一国保守主義）を支持し始めた。

## アメリカ合衆国
アメリカでは、コモン・ローの法思想が、ウィリアム・ブラックストンの『イギリス法釈義』を通じて、そのままアメリカの保守主義としてアレクサンダー・ハミルトンら「建国の父」たちによって継承された。そして、この法思想はアメリカの憲法思想となった。しかし、アメリカの保守主義は、イギリスの王室や日本の皇室などの保持を条件とせず、1930年代の大不況によって自由主義の原則がゆらいだ際に保守主義が登場したとされ、さらに1944年にイギリスで、1945年にアメリカで刊行されたフリードリヒ・ハイエクの『隷従への道』によってアメリカの保守主義は結集し、この本はアメリカの保守主義運動を最初に定義づけた著作とみなされている。ただしハイエクは自らを保守主義でなく自由主義（リベラリズム、リベラル）と主張した。ハイエクの自由主義では社会秩序を他人の自由を侵害しない限りで個人の自由な行為に委ねるもので、貧困や失業問題などを合理的に国家が管理することは否定される。
バークを重視するラッセル・カークは1953年に著作を発表し、保守主義の定義として、（1）人間の良心と社会は神の意思によって創られたことを信じる、（2）伝統の多様性と神秘性に思いを寄せること、（3）文明社会には秩序と階級が必要で、平等とは道徳的な平等であり、政治介入による社会的平等は否定される、（4）私有財産の肯定と自由は不可分であること、（5）時効概念（バーク）を信頼し、空理空論を弄ぶ哲学屋や極端な合理主義を採用する計算屋への不信、（6）革新は人間を絶望へと誘い、真の変化はプロビデンスによる、とした。
2016年現在のアメリカは二大政党制であり、共和党が保守派、対する民主党がリベラル派の立場を採っている。共和党は伝統的には、自由主義や小さな政府を掲げ、国際連合や連邦政府による干渉の最小化（州権主義）、大企業への規制緩和や民営化を推進しており、国民皆保険制度も反対の立場をとっている。また、環境問題においても地球温暖化問題よりも経済効率を優先する傾向がある。外交政策においては反共主義の立場から強硬路線をとりパナマ、イラク、アフガニスタンなど各国の紛争への介入や戦争を行った。伝統的に中央政府に批判的で地域主義が強い背景には、開拓時代からの自主独立の精神や、相互不干渉のモンロー主義、南北戦争で進歩主義の北軍が勝者となり連邦政府となった事への反発などの歴史的経緯もある。
アメリカにおいては家族を基本的な価値として尊重し、政府は家族や私有財産を脅かす存在として警戒の対象になる反連邦主義の伝統がある。ロナルド・レーガンが所得税を減税しジョージ・H・W・ブッシュが遺産税の廃止を推進したのは、こうしたアメリカの保守思想に基づいてのことである。それゆえ、アメリカの保守は国家主義的な日本・フランス・ドイツ・イタリアなどの保守とは対極的な面がある（リバタリアニズムも参照）。ただし、日本やイギリスの保守派は軍事・外交・教育・治安維持では国家の役割を強調するものの、経済政策や社会政策においては小さな政府を唱える傾向も強く、特に家族の価値を唱え、育児や介護の社会化には慎重、もしくは積極的に反対する。この面では欧州大陸諸国よりもリバタリアニズム的で、アメリカの保守との共通点が見られる。
文芸評論家のライオネル・トリリングはアメリカには保守主義はなく、保守の衝動でしかないといい、またダニエル・ベル編集の『保守と反動　現代アメリカの右翼』でもアメリカにはエドマンド・バークのような保守思想は存在せず、ニューライト（新右翼）にすぎないとした。
米国のシーモア・M・リプセットは米国のリベラルと保守は「しばしば平等や自由といった問題に関しては反対の立場を取るわけではない。そうではなく、両サイドは自由と平等のどちらかの核となる価値へ訴える。例えばリベラルは平等主義の卓越性や無制限の個人主義から生じる社会的不公平を強調するのに対して、保守は個人の自由という価値や流動性および努力による達成の社会的必要性という価値をリベラルな特効薬に含まれる集団主義によって『危険にさらされる』価値として大切にする、といった具合である。」という。
一方、アメリカ合衆国の教育機関における教員の政治的傾向の調査によれば、保守はリベラルより劣勢であり、特に大学でこの傾向が強く、大学の人文学専攻での割合は共和党支持者1人に対して民主党支持者5人、社会科学系では共和党支持者1人に対して民主党支持者8人にのぼった。アメリカの四年制の大学教授を対象とした調査では、50%が民主党、39%が支持政党なし、11%が共和党支持で、二年制大学を含む全大学教授を対象とした調査では、51%が民主党、35%が支持政党なし、14%が共和党だった。リベラル優勢の傾向は、エリート校になるにつれ高まり、四年制のリベラルアーツ系大学と博士課程を持つエリート大学の方が、コミュニティカレッジよりも、リベラルの割合が高い。また、K-12（幼稚園から高校）の教育でも同様で、K-12の公立校の先生の支持政党は、45%が民主党、30%が共和党、25%が支持政党なしという結果だった。
|                            | 民主党 | 共和党 | 支持政党なし |
| -------------------------- | ------ | ------ | ------------ |
| 四年制大学教員             | 50%    | 11%    | 39%          |
| 二年制大学を含む全大学教員 | 51%    | 14%    | 35%          |
| K-12（幼稚園から高校）教員 | 45%    | 30%    | 25%          |

## 日本

### 明治維新後の中央集権化
明治維新により守旧派の鎖国論者が居なくなったことで、日本は五箇条の御誓文による開国進取の国是を採用し、大規模な西洋化が行われた。政体書では三権分立が謳われた。五箇条の御誓文には「旧来ノ陋習ヲ破リ天地ノ公道ニ基クヘシ」という条項が含まれていた。明治元年9月の『大学校御取立ノ御布告』によって「漢土西洋之学ハ共ニ皇道ノ羽翼」であると位置づけられ、皇学の復興により旧来の儒学は排撃され、日本の国体に基づく和魂漢才・和魂洋才が叫ばれた。1871年、廃藩置県が行われ、江戸時代の地方分権体制から中央集権へと回帰した。
1872年、福沢諭吉は『学問のすすめ』において、「人民みな学問に志して、物事の理を知り、文明の風に赴 (おもむ) くことあらば、政府の法もなおまた寛仁大度の場合に及ぶべし。法の苛 (から) きと寛 (ゆるや) かなるとは、ただ人民の徳不徳によりておのずから加減あるのみ。」との見解を示した。1873年、森有礼は福沢諭吉らの洋学者と共に明六社を結成し、進歩主義的な啓蒙思想を広めた。
一方、1873年に日本がキリスト教を解禁すると、その後、宗教右派が日本にも流入することとなった。

### 政党誕生後の権力分立化
1881年に国会開設の詔が発布され、その後、政党が誕生し、1890年に大日本帝国憲法が施行されて帝国議会が設置され権力分立が行われると、内閣は超然主義の藩閥と、進歩主義 (改進主義) の改進党系と、「自由の大義に仗(よ)り改進の方策に循(したが)」うとする自由改進主義の(立憲)自由党系が占めることとなった。保守政党としては「秩序と進歩の並行を求め」ることを標榜した立憲帝政党があったものの、すぐに解散している。
当時の日本において、政党の区分けは「守旧とは守るに極端にして頑然旧例を固守するものなり、急進とは進むに極端にして進取に鋭意し他を顧みるに遑あらざるものなり、保守とは敢て進まざるにあらずと雖も進歩の中にも秩序を保つを以て第一義とし、改進とは敢て守らざるに非ずと雖も只管現状を改良するを以て第一義と為すものなり」とされていた。また、保守は集権、外交、興産政策を取る傾向にあり、改進 (進歩) は分権、通商、興産不干渉の政策を取る傾向にあるとされていた。
丸山眞男によれば、「日本の保守主義とはその時々の現実に順応する保守主義（＝現実主義）で、フランスの王党派のような保守的原理を頑強に固守しない」とされる。これについて中村宏は「日本人の多くに伝統的に共有されてきた、状況ないし事態の流れに順応し、権威主義的でそのときどきの権力に従う処世観「従う政治文化」」、つまり事大主義が日本の政治風土の特徴であり、価値観を持たない「仕方がない」と「状況と立場」の文化があると説明する。
1900年、伊藤博文は与党として立憲政友会を結成し、日本の政党政治が開始されたが、立憲政友会は旧自由党系の人物が大半を占めており、その綱領には「航海貿易を盛に」「地方自治」などの進歩主義の内容となっていた。

### 第一次世界大戦勃発後の統制主義の芽生え
第一次世界大戦に伴い、日本では物価高騰が起きていった。特に米価格の上昇は問題となり、物価調整が叫ばれた。1917年、日本は農商務省令として暴利取締令を発布した。政府は「自然に生じる需給関係よりして価格の高低を来すのであるからして、これに対して強いて人為を加えて無理に下げる、又無理に引き上げるということは、決して永きに渡っての得策ではない」とするものの、平時の思想は今回の有事に通用しないと説明していた。また、「たとい旧習慣でありましても、今日の場合一般社会に弊害のある点に就きましては、力めて是が改良刷新に努力する積りであります」とも述べていた。しかし、財産所有権や営業の自由を制限する暴利取締令は違憲であるとの指摘が存在した。1918年、米騒動が発生し、1921年、日本は需給調節のための米穀法を発令した。
1925年、日ソ基本条約が締結され日露貿易が再開されると、日本は輸出組合法を制定し、日本政府の支援の下、実業家による対露輸出組合が設立された。これは、ソ連側が全露中央消費購買組合 (ツエントロサユーズ) や国営貿易局 (ゴストルグ) などによって貿易統制を行っていたためであり、保守主義によるものではないが、その後も日本の輸出組合は増えていくこととなる。

### 世界恐慌後の輸出統制
1929年に世界恐慌が起きると、その後、フランスやイギリス等の各国は貿易を関税制から割当制へと移行させ、協定貿易の時代へと突入し、日本も輸出統制を行う必要に迫られた。1931年、日本は業界毎のカルテル・トラストを強化するための重要産業統制法を制定し、また、生産統制を行うための工業組合法を公布し、1934年、輸出組合による統制権を強化するための輸出組合法の改正を行い、生産から輸出までの集権化が進んだものの、これら組合は民間で運営されていた。会商による協定ついては、政府によるものと民間によるものの両方が存在した。
1934年、日本は進む各国の保護主義への対策のために、報復関税および報復輸入統制のための通商擁護法を制定し、この法律は通商の正常化に効果を挙げたとされる。

### 国家総動員法後の戦時統制経済
1937年、日中戦争が勃発。
1938年、企画院の革新官僚らにより革新 (社会主義) 的な国家総動員法が制定され、日本は国家総力戦体制に突入した。1938年、物品販売価格取締規則が施行され、翌1939年には、価格等統制令が施行され、日本は公定価格及び協定価格制へと移行し、同年、国民徴用令も施行された。しかしながら、旧来の資本主義による巨額の公債の発行で以って戦争を行うことを主張する保守的な意見も存在した。
1941年、真珠湾攻撃とマレー作戦により太平洋戦争が勃発。
1943年、国民徴用令の改正により社長徴用が行われはじめたほか、同年に軍需会社法が施行され、1944年より軍需融資指定金融機関制度が開始された。

### 戦後昭和
戦後、「保守」とは語義通りではなく反動や復古主義の意味をはらむようになる。
1945年、日本自由党が発足。戦前、大政翼賛会に対抗し、議会政治を重んじた同交会のメンバーを中心に結党された。
1954年、日本民主党が日本自由党から分裂して発足。
1955年、保守合同。自由民主党（英: Liberal Democratic Party）は「立党宣言」の中で秩序の中に前進を目指し、保守政党を謳った。

1959年、文芸評論家の福田恆存が、自身の保守観を表明している。1954年には『平和論の進め方についての疑問』を発表し、論壇に一石を投じていた。イギリス文学を専攻した福田の思想は、G・K・チェスタトン、T・S・エリオット、D・H・ロレンスなどの知的伝統を汲み、保守派のみならず丸山眞男や吉本隆明にも影響を及ぼすものであった。
1963年、林健太郎が、『現代日本思想大系　35 新保守主義』を編纂した。その解説で林は、保守主義は反動でも悪でもなく、自由主義や社会主義と対抗しながら一貫して存在を保ってきたものであり、19世紀に保守主義が自由主義と対立したのとは異なって、労働組合を基盤とした社会主義に対抗するものとした。
学生運動ブームの中でも国政選挙ではサイレントマジョリティを味方につけた自民党が勝ち続けた一方、進歩的文化人全盛当時の論壇では「保守反動文化人」として埋没していた。しかし、1960年代後半に登場した全共闘は最左派の立場から丸山ら進歩的文化人も糾弾するに至り、進歩的文化人優勢の状況が崩れる。
1971年、内閣調査室の主導で政策科学研究会（Policy Science Research：ＰＳＲ）が発足する。国家の政策を考える若手の研究会として立ち上げられたものであり、その活動は20年以上に及んだ。メンバーには、山崎正和、佐藤誠三郎、高坂正堯、黒川紀章、香山健一、志水速雄、公文俊平、中嶋嶺雄、合田周平らの戦後世代が名を連ねた。
1973年、オイルショックが発生し、日本は高度経済成長期から安定経済成長期に移行する。

1975年、グループ1984年が、『日本の自殺』を『文藝春秋』に発表する。日本共産党の元党員であった香山健一、山崎正和らの転向者を中心として、保守派の理論形成が顕在化し始める。
1981年、保守的文化人の文芸雑誌『心』（1948年創刊）が廃刊している。戦後に入りオールド・リベラリストと位置付けられた安倍能成、小泉信三、天野貞祐らを創刊同人とした。
その後、1980年代の米国のロナルド・レーガン、英国のマーガレット・サッチャー、西ドイツのヘルムート・コールとともに、1982年に発足した中曽根康弘政権は新保守主義と呼ばれた。1985年、プラザ合意が締結。
1986年、衆参同日選挙が実施され、与党であった自民党が圧勝した。生活保守主義が謳われるようになった日本はバブル景気に突入する。
1987年には、五十嵐仁が、『戦後保守政治の転換　―「八六年体制」とは何か―』を発表している。1989年、東西冷戦が終結する。

### 平成・令和
1991年、バブル崩壊が起こり、平成不況（失われた30年）に突入する。同年、ソビエト連邦の崩壊。
1993年、政界再編により55年体制が崩壊する。1993年の宮沢政権の崩壊により「戦後保守」の歴史は終わったという見解もある。小沢一郎は保守二大政党制を掲げて政界再編を主導する。
1994年、保守的知識人の文化団体である日本文化会議（1968年設立）が解散している。田中美知太郎、小林秀雄、福田恆存らを中心に結成され、リベラルが集結したものであった。
1996年の橋本龍太郎政権以降、自民党で構造改革論が台頭。2001年に発足した小泉純一郎政権では従来的な保守色は薄れて新自由主義政策が主体となった。民間から経済財政政策担当大臣に登用された竹中平蔵は、日本共産党の関連組織である日本民主青年同盟（民青）の出身者であった。
2006年の第一次安倍晋三政権では保守色を戻すが、復古か構造改革かの間で苦戦する。
2000年代後半より、行動する保守が台頭した。
2010年、前年の総選挙で大敗・下野した自由民主党は民主党政権への対抗もあって保守色を強める。新綱領において天皇を奉じ、日本人は国への帰属意識を持つ国民である・「日本らしい日本を確立する」と謳った。
2012年の総選挙で安倍晋三率いる自民党が大勝したのを皮切りに、従来のイメージとは逆に若年層の自民支持が顕著になる。この時期には「保守」であることを競い合うという状況が生じたと指摘される。
2017年、希望の党は緑の保守主義的な政策を掲げた。
2019年より令和時代になり、昭和の「保守」を支持し平成の「保守」を批判する声も生まれた。2022年に中野剛志は“バークは『フランス革命の省察』で社会を合理的なものへとラディカルに変えようとすること自体に反対し「保守主義の父」とみなされるようになった” “バークが「保守」の元祖となったのは、社会を抜本的に変えることに反対したからである”とし、過去30年間自由民主党がラディカルな変化を唱えたり、保守が「構造改革」「抜本的改革」「革命」「維新」「ゼロベース」「グレートリセット」を掲げてきた日本では、「保守」という言葉の使い方がデタラメであるとしている。
また令和時代の新しい保守として、白川司は表現の自由の抑圧を試みる左派やフェミニストに対抗する勢力を「萌え系保守」と定義し、これを従来の保守とは異なる新しい保守のあり方で日本社会で存在感を増していると述べた。
2022年、農業重視を唱える参政党が第26回参院選で国会議席を獲得した。
2024年、百田尚樹・河村たかし率いる日本保守党が第50回衆院選で国会議席を獲得した。

## 宗教的保守主義

### アメリカ
宗教的保守主義という言葉がとくに頻繁に使用されるのはアメリカ合衆国である。1980年代以降、特に2001年以後の米国では、ネオコンと呼ばれる新保守主義とキリスト教右派が台頭した。これは自由主義と国益の拡大のためには積極的に行動すべきとする点では、伝統的な地域主義・相互不干渉主義の保守とは相違がある。宗教右派（キリスト教右派）の台頭にともなって、キリスト教原理主義などプロテスタントの神学の内の聖書主義的な意味での保守主義、つまり聖書の記述を文章のまま受け入れようとする潮流が保守主義と呼ばれる。この意味での保守主義者たちは、聖書に基づいて、「人々はキリストの十字架による身代わりの贖罪によって救われる」という教理を強調するため、彼らは福音派（エヴァンジェリカル）、あるいは伝道派と自称しており、またそのように呼ばれることもある。アメリカ南部バプティスト派などがこの保守主義の最大勢力である。伝統的なプロテスタント諸派においても南部バプティスト派以外では福音派の立場をとる派は少ない。
自由主義神学の立場は、一つに、道はちがえども全ての宗教は人々を救いに至らしめるものであるという考え方に近く、二つに、思想的哲学的潮流に影響されやすく、そして三つに、神学的に聖書を尊重しない傾向がある。この立場は福音派には受け入れがたい。同派は、そのような立場を潔しとしないキリスト教徒の集まりである。一方、反福音派（反エバンジェリカルズ）である伝統的プロテスタント諸派は、福音派を聖書の文言にのみ拘泥しその趣旨を歪曲していると批判している。
ただし、神学的に保守主義であるからといって、政治的にも保守派でありタカ派であるとは限らない。核兵器使用賛成・反共・国粋主義に偏りがちなファンダメンタリストから一線を画し、核兵器使用と戦争に反対の立場をとっている保守派のキリスト教徒も多い。彼らは、キリストが十字架の死をもって伝えたかったことは何かということと、聖書の伝えたかった使信とは何かということにかんする追求に基づいて、「キリストの十字架のメッセージは、神と人との和解あるいは人と人との和解であり、平和主義である」との考えを持っていることから、そのような立場をとっている。また彼らは中絶には反対する。
2009年、史上初の黒人大統領バラク・オバマが就任してからは国民皆医療保険制度の導入や最低賃金引き上げなど全体的にリベラル・左派的な傾向が強まっている。他方ではオバマ大統領就任後は白人至上主義・人種差別主義者の活動が活発化しているとの指摘もある。また、オバマ政権の政策を「大きな政府」「連邦政府の権力拡大」と見なして反発する右派系市民運動ティーパーティーも勢力を広げている。

### カトリック教会の保守派
カトリックの保守派はプロテスタントの保守派とは神学的に相容れないが、中絶に反対するのは同じである。ただし、ローマ・カトリック教会からの一定の影響を受ける欧州連合およびその構成機関には、中絶や同性結婚などを容認する意見が強い。その一例が、ドイツキリスト教民主同盟（中央党の系譜にあり、伝統的にはカトリック色が強い）所属の政治家であるウルズラ・フォン・デア・ライエン欧州委員会委員長である。これは、欧州の保守政治家の依拠する原理が人権と民主主義だからである。

### 東方教会（正教会・東方諸教会）
自由主義神学と福音主義の対比は、西方教会、そのうち主にプロテスタントに当てはまる分類であり、宗教改革や自由主義神学の興隆の歴史を有さない東方教会（正教会・東方諸教会）においてはこのような分類に当てはまる潮流が歴史上存在しておらず、神学的見解・奉神礼形式・社会問題に対する態度における「保守的」「革新的」の語も、西方教会とは異なった意味で用いられる。
神学、および教会と社会の関係を考察する領域において、西欧・西方教会における論理の枠組みの段階から根本的に疑問の対象とし、ここから距離を取ろうとする聖職者、神学者、哲学者が正教会には多く生み出されている。
神学的に保守的であるからといって政治的に保守的・タカ派的であるとは限らないのは西方教会でも同様であるが、アメリカのファンダメンタリストなどのように神学的見解と政治的姿勢が結び付いているような例は、東方教会では殆ど皆無である。

### イスラム
イラン革命後のイランのようなイスラム法社会では、保守主義とはウラマーなどの宗教的指導者による政治を支持する立場のことを指す。

## 社会主義国
社会主義国においては、計画経済などの社会主義の原則を重視し市場経済的要素の導入に反対する立場が保守派と呼ばれる。中華人民共和国の陳雲やソビエト連邦のエゴール・リガチョフなどが代表的存在である。ソ連8月クーデターにおいても、当時のミハイル・ゴルバチョフが推し進めるペレストロイカ・グラスノスチなどの改革に対して反発するゲンナジー・ヤナーエフら「国家非常事態委員会」のメンバーは、一般的に保守派と見なされている。